# Storforshei
Storforshei est une localité du comté de Nordland, en Norvège.

## Géographie
Administrativement, Storforshei fait partie de la kommune de Rana.